# Rudolf Höß
 Ikke at forveksle med Rudolf Hess.
Rudolf Franz Ferdinand Höß (25. november 1900 i Baden-Baden, Tyskland - henrettet i Auschwitz 16. april 1947) var fra 1940 Obersturmbannführer i SS (Allgemeine-SS og Waffen-SS) og var den første af tre kommandanter i koncentrationslejren Auschwitz, hvor han var ansvarlig for mordene på millioner af mennesker.
Rudolf Höss meldte sig i 1915 under første verdenskrig som frivillig til den tyske hær. I 1923-28 var han fængslet for meddelagtighed i mord. Höss trådte i 1934 ind i SS, hvor han blev funktionær i kz-lejren Dachau og senere i Sachsenhausen. Den 11. marts 1946 blev Höß fanget af det britiske militærpoliti. Under Nürnbergprocessen var han vidne mod Ernst Kaltenbrunner, Oswald Pohl og og det tyske firma I.G. Farben. Den 25. maj 1946 blev han overgivet til Polen, hvor han den 2. april 1947 blev dømt til døden. Han blev hængt den 16. april 1947 foran indgangen til krematoriet i Auschwitz I koncentrationslejren.